# Tempted
«Tempted» es una canción de la banda británica de rock Squeeze. Escrita por el equipo de compositores de Squeeze, Glenn Tilbrook y Chris Difford, la canción presenta letras inspiradas en las experiencias de Difford en una gira estadounidense y un arreglo inspirado en The Temptations. «Tempted» es una de las pocas canciones de Squeeze con Paul Carrack como vocalista principal, por sugerencia del productor Elvis Costello.
«Tempted» fue publicado como el segundo sencillo de su cuarto álbum, East Side Story (1981). El sencillo fue solo un éxito moderado en las listas en ese momento; sin embargo, desde entonces se ha convertido en una de las canciones más famosas de la banda y ha aparecido en películas, programas de televisión, videojuegos y comerciales. También ha recibido elogios de la crítica y se ha convertido en un pilar de la lista de canciones en vivo de la banda, a menudo cantada por Tilbrook.
En 1994, Squeeze remezcló y sobregrabó la grabación original para crear una "nueva" versión de la canción para la banda sonora de la película Reality Bites. Esta versión tuvo cierta difusión en radio y se tituló "Tempted '94". La canción también ha aparecido en anuncios de Burger King y Heineken, y en los videojuegos Grand Theft Auto: Vice City (en la emisora de radio Emotion 98.3 del juego, y posteriormente en el CD del mundo real, volumen tres de la banda sonora del juego), y como contenido descargable para Rock Band 2. También se puede escuchar en los programas de televisión Ashes to Ashes y The Office.

## Antecedentes
«Tempted» fue coescrita por Glenn Tilbrook y Chris Difford. Difford escribió la letra mientras la banda tomaba un taxi al aeropuerto de Heathrow. Las descripciones de los lugares de interés de la ciudad y el aeropuerto se intercalan con las cavilaciones del narrador sobre una relación que está fracasando, o ha fracasado, debido a sus propias infidelidades.
A diferencia de la mayoría de las otras canciones de Squeeze, que suelen ser cantadas por Tilbrook o Difford, la voz principal de la canción la canta el tecladista Paul Carrack recién contratado. Según Carrack, esto fue el resultado de una sugerencia del coproductor Elvis Costello.
Tilbrook recuerda: “[Carrack] hizo un trabajo notable [aunque] mi ego estaba herido al principio”. Aunque el arreglo original, según Tilbrook, “sonaba como ELO”, la versión final de la canción en cambio presenta una actuación al estilo the Temptations que presentaba a Tilbrook y Costello interpretando partes del segundo verso de la canción. 
Tilbrook considera que esta es una de sus canciones favoritas: “Fue nuestra primera canción. Fue cuando crecimos, realmente, como banda. Cuando la terminamos, no podía creer que fuéramos nosotros”. Difford también nombró la canción como una de sus favoritas y dijo: “Me encanta «Tempted». Es muy visual y nuevamente me transporta a esa época en la que la juventud era una nube en la que vagaba día a día”. El bajista de Squeeze, John Bentley, la clasificó como su cuarta canción favorita de la banda.

## Otras versiones
«Tempted» ha sido versionada en numerosas ocasiones, incluidas versiones de Sting, OK Go, Richard Thompson, Joe Cocker, Mickey Thomas, Rockapella, Rita Coolidge y Jenny Morris. Jools Holland también hizo una versión de esta canción en su álbum Lift the Lid, que fue un guiño a la historia de Jools con la banda. En 2017, Minnie Driver cantó una versión de la canción en la película The Wilde Wedding (2017).

## Posicionamiento
| Gráfica (1981–82)                          | Pico de posición |
| ------------------------------------------ | ---------------- |
| Australia (Kent Music Report)              | 95               |
| Canadá (RPM Top Singles)                   | 45               |
| Reino Unido (UK Singles Chart)             | 41               |
| Estados Unidos (Billboard Hot 100)         | 49               |
| Estados Unidos (Billboard Mainstream Rock) | 8                |